# Loyalität
Loyalität (ˌlo̯ajaliˈtɛːt, von französisch loyauté ‚Anständigkeit, Loyalität‘, dessen Wurzeln auf das lateinische Wort lex ‚Gesetz, Vorschrift, Gebot, Vertrag, Bedingung‘ zurückgehen, siehe auch legal „dem Gesetz entsprechend“) bezeichnet (in Abgrenzung zu Treue, Unterwerfung oder Gehorsam) die auf gemeinsamen moralischen Maximen basierende oder von einem Vernunftinteresse geleitete innere Verbundenheit und deren Ausdruck im Verhalten gegenüber einer Person, Gruppe oder Gemeinschaft. Loyalität bedeutet, im Interesse eines gemeinsamen höheren Zieles, die Werte (und Ideologie) des Anderen zu teilen und zu vertreten bzw. diese auch dann zu vertreten, wenn man sie nicht vollumfänglich teilt, solange dies der Bewahrung des gemeinsam vertretenen höheren Zieles dient. Loyalität zeigt sich sowohl im Verhalten gegenüber demjenigen, dem man loyal verbunden ist, als auch Dritten gegenüber.
Das Ausmaß der geforderten Loyalität hängt von den Erwartungen ab, die für die jeweilige Beziehung konstitutiv sind. Diese Beziehungen können informeller (zum Beispiel Freundschaften) oder formeller Natur sein (zum Beispiel Ehe). Man kann in sie hineingeboren werden (zum Beispiel Verwandtschaft) oder sie gewählt haben (zum Beispiel Einwanderung). Die Loyalitätserwartungen erstrecken sich auf äußere Handlungen, aber auch – wie im Falle von Freundschaften – auf innere Einstellungen. Strittig ist, ob Loyalitäten genuine Pflichten sind.

## Loyalitätskonflikt
Problematisch wird Loyalität, wenn sie gegenüber zwei oder mehr Parteien besteht, deren Ziele und Werte sich widersprechen oder einander zuwiderlaufen oder wenn Loyalität eingefordert wird. Unterschiedliche Forderungen führen zu Loyalitätskonflikten, beispielsweise wenn ein Arbeitnehmer sich dem Dienstherrn gegenüber loyal verhalten soll, obwohl er bestimmte Werte oder Ziele nicht teilt.
Besondere Loylitätskonflikte können sich bei Arbeitgebern ergeben, die wie Religionsgemeinschaften oder Tendenzbetriebe bestimmte Ziele und Werte vertreten. Wenn die eigene Tätigkeit schwerwiegende Auswirkungen auf Dritte haben kann, wie es etwa bei staatlichen Arbeitgebern oder der Rüstungsindustrie der Fall ist, können Loyalitätskonflikte auftreten.  Gewissenskonflikte führen zur Befehlsverweigerung in der Armee oder der Kriegsdienstverweigerung. Auch Fragen von Umweltschutz, Betriebssicherheit, Datenschutz und ähnlich sensiblen Themen können Gewissens- und Loyalitätskonflikte auslösen.
Angehörige von Familien oder Clans sind dem Familienoberhaupt oder dem Clan gegenüber oft zu Loyalität verpflichtet. Dies kann zu Gewissenskonflikten und zur Unterdrückung eigener Werte und Ziele führen.
Auch widersprüchliche Bindungen führen, hier über innere Verpflichtung, zu Loyalitätskonflikten. Beispielsweise wenn ein Kind, das ja durch seine Liebe sowohl mit seinem Vater als auch mit seiner Mutter verbunden ist, in deren Streit über ihre Werte und Ziele verwickelt wird (Triangulation) oder wenn ein Mitarbeiter in verschiedenen Unternehmen tätig ist, die miteinander in Konkurrenz stehen.

## Loyalität und Solidarität
Vergleicht man die Begriffe Loyalität und Solidarität miteinander, so steht Loyalität eher für eine innere Selbst-Verpflichtung, während Solidarität eher ein inneres Bedürfnis darstellt. Loyalität beschreibt eher die innere Haltung, Solidarität eher den äußeren Ausdruck. Die Übergänge sind fließend.

## Loyalität in der Partnerschaft
Loyalität in der Partnerschaft ist die auf gegenseitigem Vertrauen, Commitment und einem Fundament an gemeinsamen Werten und Grundsätzen des Wollens und Handelns basierende innere Verbundenheit innerhalb der Partnerschaft als eine beziehungskonstitutive Einstellung, sowie deren Ausdruck im Verhalten (Kommunikation, Handeln) nach innen und außen (gegenüber dem Partner, wie auch gegenüber anderen). Darüber hinaus beinhaltet Loyalität auch das Wahren und Vertreten genuiner Interessen des Partners, ggf. auch dann, wenn man sie selbst nicht vollumfänglich teilt, insbesondere wenn dies der Wahrung psychischer Grundbedürfnisse des Partners dient (insbesondere, wenn Ansehen, Würde, Vertrauen, Integrität, Diskretion betroffen sind).
Loyalität wird oft als Erfordernis der partnerschaftlichen Treue gesehen. Sie bedeutet jedoch keine blinde Gefolgschaft oder Unterwerfung unter partnerschaftliche Interessen oder Forderungen, sondern bedarf ggf. einer bewussten Auseinandersetzung mit etwaigen Wertkonflikten unter Wahrung der eigenen Integrität und Wertvorstellungen als Ausdruck der Treue zu sich selbst, die eine Voraussetzung für eine Treue zum Partner darstellt (ohne Treue zum „Ich“ ist auch keine Treue zum „Du“ möglich, anderenfalls pervertiert der Treuebegriff zur „Nibelungentreue“). Dies gilt in ähnlicher Weise auch für Loyalität in der Freundschaft.

## Loyalität in der Wirtschaft
Hier wird „Loyalität“ oft verwechselt mit „Abhängigkeit“ und „Obrigkeitsdenken“ (Festhalten an getroffenen Vereinbarungen, das Einhalten von Gesetzesvorschriften oder die Treue gegenüber einer Autorität). Synonyme für Loyalität per se sind vielmehr: Anstand, Fairness, Gesetzestreue, Rechtschaffenheit, Redlichkeit, Regierungstreue, Staatstreue, Treue, Zuverlässigkeit.
Der Begriff Loyalität wird oft im Sinne von Zuverlässigkeit und Anständigkeit gegenüber der Gruppe, der man sich verbunden fühlt, gebraucht, beispielsweise im Zusammenhang mit Dienstverhältnissen, bei denen sich ein Arbeitgeber bzw. Dienstherr auf die Arbeit und Treue seines Mitarbeiters verlassen können muss. Damit ist unter anderem die Forderung nach Aufrichtigkeit und Fairness im Umgang mit Vorgesetzten, Kollegen, Mitarbeitern und externen Partnern gemeint. Loyalität impliziert neben emotional unterlegter Verbundenheit auch ein Handeln im Sinne des Unternehmens sowie eine dem entsprechende Fürsprache nach außen. Loyalität verbietet das Verfolgen solcher individueller Ziele, die den Zielen des Unternehmens widersprechen, und setzt die Einhaltung von Bestimmungen und Regelungen des Unternehmens voraus. Unter Angehörigen von Netzwerken wird ein besonders hohes Maß an Loyalität als Voraussetzung einer dauerhaften Gruppenzugehörigkeit erwartet. Das Bewertungskriterium der Leistung verliert gegenüber dem Anspruch auf Loyalität teilweise oder ganz an Bedeutung.
Vorgesetzter und Mitarbeiter sind hierbei in einen gemeinsamen ethischen Kontext eingebunden. Der Treuepflicht des Mitarbeiters entspricht eine Fürsorgepflicht des Vorgesetzten. Durch die Verankerung in einem übergeordneten Wertesystem sind Auswüchse wie Kadavergehorsam und vorauseilender Gehorsam ausgeschlossen; insbesondere rechtfertigt dies das Recht und sogar die Pflicht des Mitarbeiters zur Untreue, also zum Ungehorsam, sofern die Ausführung von Anweisungen übergeordnete Werte verletzen würde. Unklar ist allerdings, welche Werte vom Arbeitnehmer als übergeordnet betrachtet werden dürfen und ob er zum Whistleblower werden darf. Untreue im Sinne strafrechtlichen Eigennutzes ist nicht gestattet.
Auf Kundenseite wird Loyalität auch im Sinne von anhaltender Markentreue bzw. Geschäfts-, Firmen- oder Ladentreue, das heißt der Treue eines Kunden zu einem bestimmten Produkt bzw. Geschäft, verwendet. Kundenloyalität impliziert Freiwilligkeit, eine emotionale Verbundenheit und zumeist auch eine mehr oder weniger aktive Fürsprache nach außen. Kundenloyalität kann grob in unfreiwillige, gekaufte und echte Kundenloyalität unterschieden werden. Unfreiwillige Kundenloyalität beruht auf Wechselbarrieren, vertraglichen Bindungen oder sonstigen Zwängen. Mit Hilfe der Loyalitätsforschung werden Marken- oder Geschäftstreue wissenschaftlich analysiert. Mit Hilfe des Loyalitätsmarketings kann die Loyalität eines Kunden systematisch entwickelt werden. Im Markenmanagement spricht man auch von Markenloyalität. Als Vordenker des Loyalitätsmarketings gilt Fred Reichheld.
Sowohl hinsichtlich Mitarbeitern und Kunden wird die Messung der Loyalität oft mittels Befragungen bewerkstelligt. Das entscheidende Problem ist zumeist, welche Aspekte in die Berechnung der Loyalität aufgenommen und wie diese gewichtet werden sollen. Eine mögliche Definition von Loyalität bietet beispielsweise die EUCUSA-Methode bei Mitarbeiter- und Kundenbefragungen.

## Loyalität in der Literatur
- Der Untertan (Heinrich Mann, 1918)

## Loyalität in der Politik
- Vertrauensfrage

### Loyale Haltung gegenüber dem Staat
In der Kaiserzeit wurde als ein Kennzeichen der Loyalität die „Untertanentreue“ angesehen. Lexika in der Weimarer Republik hielten bei der Definition von „Loyalität“ an dem Begriff der „Untertanentreue“ fest.
Die DDR ersetzte bei ihrer Erklärung von „Loyalität“ die „Untertanentreue“ durch die Formulierung „zur Regierung stehend“ und verwendete den Begriff „Loyalität“  – davon abgeleitet „loyal“ – vor allem in ihrer Kirchenpolitik. So wurde bereits in den 1950er Jahren von der Obrigkeit der DDR die Abgabe einer „kirchlichen Loyalitätserklärung“ zur Klärung normaler Beziehungen der Kirche zum DDR-Staat erwartet. Otto Nuschke (1883–1957), der sowohl Parteivorsitzender der DDR-CDU als auch Stellvertreter des DDR-Ministerpräsidenten Otto Grotewohl (1894–1964) war und damit zuständig für die „Hauptabteilung Verbindung zu den Kirchen“, sprach von einem Erfordernis, solche Erklärung kirchlicherseits abzugeben. Der thüringische Landesbischof Moritz Mitzenheim (1891–1977) verstand unter loyaler Haltung zugleich die „Pflicht, Verantwortung für das Ganze mit zu übernehmen“ und verwahrte sich gegen eine „fatalistische Loyalität“ gegenüber einer „anonymen Obrigkeit.“
Unter Loyalität wird im vereinten Deutschland eine „gesetzestreue Gesinnung“ verstanden und zudem mit „Ehrlichkeit, Anständigkeit“ erklärt.

## Loyalität in der Kritik
Loyalität wird allgemein als Tugend verstanden und selten kritisch hinterfragt. Doch Loyalität kann man auch sehr kritisch als ein ungeschriebenes Gesetz betrachten, das vor allen Gesetzen steht und selbst über der persönlichen Einstellung von Sitte und Moral. Deutlich wird das z. B., wenn die Loyalität zur Familie selbst in der Gesetzgebung indirekt durch das Zeugnisverweigerungsrecht berücksichtigt wird. Loyalität wird auch dann von Menschen, Gruppenzugehörigen und Institutionen erwartet, wenn dort Personen gegen allgemeine Gesetze verstoßen. Es wird willkürlich bewertet, ob der Gesetzes- oder Regelverstoß nicht geringer zu erachten ist als die damit verbundenen Folgen der Illoyalität. Folgt jemand nicht dem Gebot der Loyalität, wird er als illoyal ausgestoßen und gilt selbst für Außenstehende oft als suspekt, Verräter oder Denunziant. Das zweifelhafte Verständnis von Loyalität wird auch in der deutschen Nachkriegsgeschichte deutlich. Menschen, die während der Naziherrschaft emigrierten und ins Exil gingen und nach dem Krieg zurückkehrten, wurde diese Illoyalität gegenüber Deutschland vorgeworfen. Bekanntestes Beispiel ist Willy Brandt. So erklärte einst der Schleswig-Holsteins Ministerpräsident Kai-Uwe von Hassel das Verächtliche eines Emigranten folgendermaßen: „Ich verleugne nicht meine Volks- und Staatsangehörigkeit persönlicher oder sonstiger Vorteile wegen. Ich kann diese Schicksalsgemeinschaft nicht verlassen, wenn es mir persönlich gefährlich erscheint, und ihr wieder beitreten, wenn das Risiko vorüber ist.“